# Mozilla Prism
Mozilla Prism was een programma ontwikkeld door Mozilla Labs. Het programma bood de gebruiker de mogelijkheid om via een eenvoudige menukoppeling in het startmenu of op het bureaublad een vaak gebruikte webpagina te openen. 
Wanneer er op de koppeling geklikt wordt, toont de webbrowser een venster met de inhoud van de webpagina en een menubalk. Alle overige opties worden verborgen. De gedachte hierachter is dat men niet wil gaan surfen, maar dat men direct op een functionele wijze die pagina krijgt waar men wil zijn. Bijvoorbeeld: wanneer men webmail wil bekijken, zoals Hotmail of Gmail, dan kan men deze net zoals een andere e-mailclient gewoon in één klik benaderen. 
Op deze wijze wil men bij bepaalde webapplicaties het desktop-gevoel geven, alsof het programma's zijn die men benadert, omdat men deze bijvoorbeeld net zoals bij een echt programma vanuit het startmenu kan oproepen.